# Derviş Eroğlu
Derviş Eroğlu (Famagusta, 1938) é um político cipriota turco, que foi o terceiro Presidente de Chipre do Norte entre os anos de 2010 e 2015. Ele também foi Primeiro-ministro de 1985 até 1994, de 1996 até 2004 e de 2009 até 2010 e foi presidente do Partido da União Nacional de 1983 até 2006 e de 2008 até 2010.